# Laserblast
Laserblast is een Amerikaanse sciencefictionfilm uit 1978. De hoofdrollen werden vertolkt door Kim Milford en Cheryl Smith.

## Verhaal
De film draait om Billy Duncan, een tiener die op school geregeld het doelwit is van pestkoppen. Op een dag vindt hij een buitenaards wapen dat een paar aliens per ongeluk hebben achtergelaten. In het begin gebruikt hij het ding alleen voor practical jokes, maar al snel begint de straling van het wapen hem te veranderen in een moordlustige maniak. Hij neemt wraak op iedereen die hem ooit wat heeft aangedaan, en ook op onschuldige mensen. Uiteindelijk komen de aliens terug naar de aarde om het wapen te halen, en doden Billy.

## Rolverdeling
| Acteur         | Personage         |
| -------------- | ----------------- |
| Kim Milford    | Billy Duncan      |
| Cheryl Smith   | Kathy Farley      |
| Gianni Russo   | Tony Craig        |
| Ron Masak      | Sheriff           |
| Dennis Burkley | Deputy Pete Ungar |
| Barry Cutler   | Deputy Jesse Jeep |
| Mike Bobenko   | Chuck Boran       |
| Eddie Deezen   | Froggy            |
| Keenan Wynn    | Colonel Farley    |

## Achtergrond
De film is bekend als de debuutfilm van Eddie Deezen, en vanwege een cameo van Roddy McDowall.
In mei 1996 werd de film gebruik voor de laatste Comedy Central-aflevering van Mystery Science Theater 3000. De aflevering maakte vooral gebruik van het feit dat filmcriticus Leonard Maltin de film 2,5 sterren gaf, wat volgens het MST3K-team nog relatief hoog was. De MST3K-aflevering waar de film in werd behandeld was tevens de laatste aflevering waarin Dr. Clayton Forrester meedeed.
In de aftiteling van de film staat Roddy McDowalls naam verkeerd gespeld, namelijk als "Roddy McDowell". Crow T. Robot maakte hier een opmerking over in de MST3K-versie.